# Eucalyptus sieberi
Eucalyptus sieberi  là một loài thực vật có hoa trong Họ Đào kim nương. Loài này được L.A.S.Johnson mô tả khoa học đầu tiên năm 1962.

## Hình ảnh

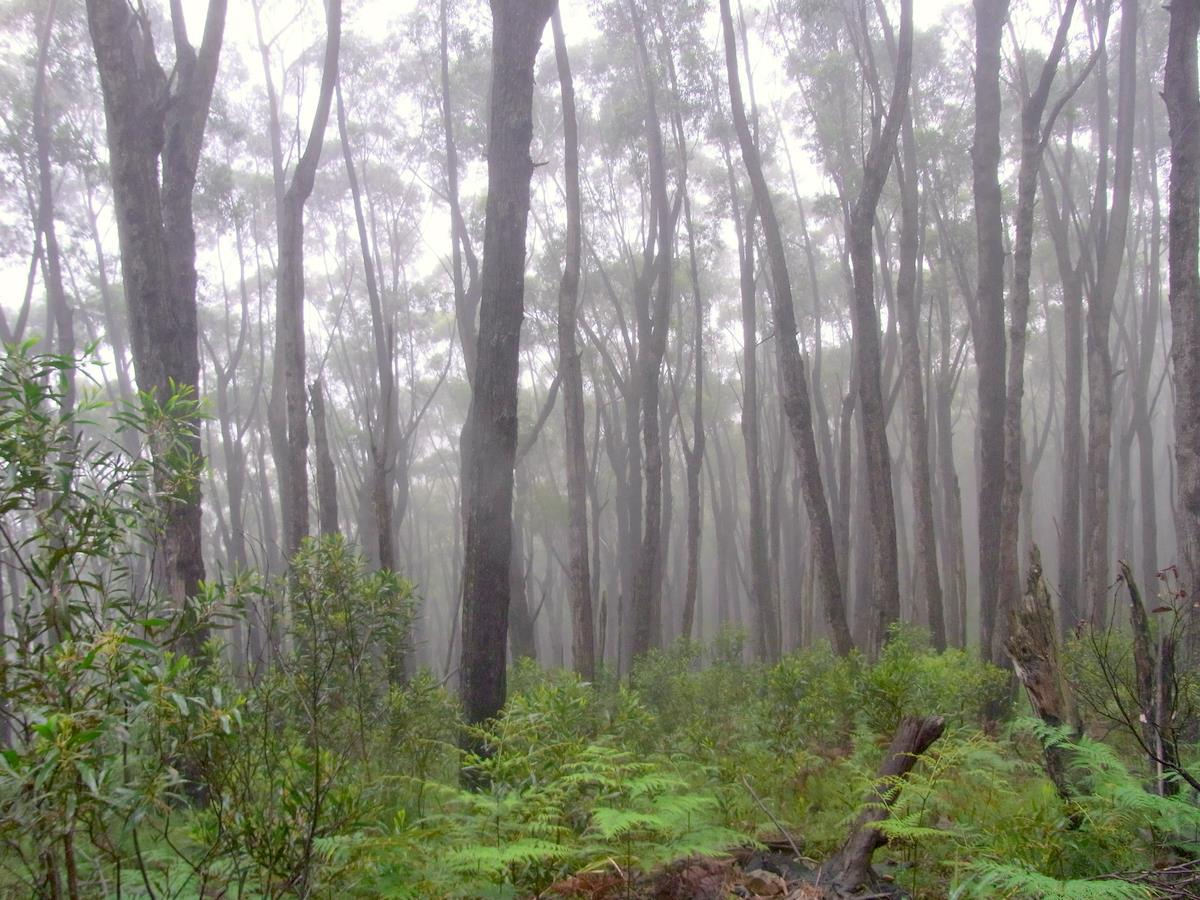